# Gilbert Auvergne
Gilbert Auvergne (né le 17 décembre 1905 à Nice et mort le 24 septembre 1976 à Antibes) est un athlète français, spécialiste des épreuves de sprint.

## Biographie
Il remporte quatre titres de champion de France du 100 mètres de 1928 à 1931, ainsi que deux titres sur 200 mètres en 1930 et 1931. Durant les championnats de France 1931, il établit un nouveau record de France du 100 mètres en 10 s 6.
Il participe aux Jeux olympiques de 1928 à Amsterdam. Quart de finaliste sur 100 m, il se classe quatrième de l'épreuve du relais 4 × 100 m en compagnie de André Cerbonney, André Dufau et André Mourlon.

### Distinctions
- Médaille d'or de l'éducation physique en 1937[2]

### Palmarès
- Championnats de France d'athlétisme :
  - vainqueur du 100 m en 1928, 1929, 1930 et 1931
  - vainqueur du 200 m en 1930 et 1931

### Records
| Épreuve | Performance | Lieu | Date |
| ------- | ----------- | ---- | ---- |
| 100 m   | 10 s 6      |      | 1930 |
| 200 m   | 21 s 8      |      | 1930 |